# Sergio Rivas
Sergio Rivas (Parral, Chihuahua, México; 3 de octubre de 1997) es un futbolista mexicano. Juega de centrocampista y su equipo actual es el New Mexico United de la USL Championship.

## Trayectoria

### Inicios
Rivas jugó al soccer universitario para la Universidad de Seattle entre 2015 y 2018. Para los Seattle Redhawks jugó 85 encuentros; anotó 21 goles y registró 27 asistencias.
En su etapa como universitario, además jugó para el Albuquerque Sol y el Seattle Sounders FC sub-23 de la Premier Development League.

### Profesional
El 11 de enero de 2019, Rivas fue seleccionado por el San Jose Earthquakes en el SuperDraft de la MLS 2019. El 20 de marzo firmó contrato con el Reno 1868 FC de la USL, club afiliado de los Earthquakes.

## Estadísticas
Actualizado al último partido disputado el 8 de septiembre de 2019.
| Albuquerque Sol Estados Unidos            |               |               |    |   |   |   |   |    |    |   |
| 4.ª                                       | 2016          | 4             | 1  | - | - | - | - | 4  | 1  |   |
| 4.ª                                       | 2018          | 5             | 1  | - | - | - | - | 5  | 1  |   |
| Total club                                | Total club    | 9             | 2  | 0 | 0 | 0 | 0 | 9  | 2  |   |
| Seattle Sounders FC sub-23 Estados Unidos |               |               |    |   |   |   |   |    |    |   |
| 4.ª                                       | 2017          | 5             | 2  | - | - | - | - | 5  | 2  |   |
| Total club                                | Total club    | 5             | 2  | 0 | 0 | 0 | 0 | 5  | 2  |   |
| Reno 1868 Estados Unidos                  |               |               |    |   |   |   |   |    |    |   |
| 2.ª                                       | 2019          | 16            | 2  | 1 | 0 | - | - | 17 | 2  |   |
| 2.ª                                       | 2020          | 0             | 0  | - | - | - | - | 0  | 0  |   |
| Total club                                | Total club    | 16            | 2  | 1 | 0 | 0 | 0 | 17 | 2  |   |
| Total carrera                             | Total carrera | Total carrera | 28 | 6 | 1 | 0 | 0 | 0  | 29 | 6 |
| (1) Incluye datos de la US Open Cup       |               |               |    |   |   |   |   |    |    |   |

## Vida personal
Rivas migró a las 7 años con su familia a Estados Unidos, y creció en Albuquerque, Nuevo México. Es hincha del América y admirador del Piojo López y Cuauhtémoc Blanco.